# RBG: Revolutionary But Gangsta
Albums de dead prez
Turn Off the Radio: The Mixtape Vol. 2: Get Free or Die Tryin'
(2003) Can't Sell Dope Forever
(2006)
RBG: Revolutionary But Gangsta est le deuxième album studio de dead prez, sorti le 30 mars 2004.
L'album s'est classé 14e au Top R&B/Hip-Hop Albums et 60e au Billboard 200.
RBG, pour Red (rouge), Black (noir) et Green (vert), représente les couleurs du drapeau panafricain définies par l'UNIA en 1920. La pochette du disque figure d'ailleurs ce drapeau confectionné avec des tissus de ces différentes couleurs.
Dans le livret du disque il est donné plusieurs autres significations à RBG : « revolutionary but gangsta », « real big guns », « real black girls », « ready to bust gats », « reaching bigger goals », « read 'bout Garvey », « rappers be gassed », « red black green », « rider's basic guide » ou encore « rollin big ganja ».
En 2003, le titre Hell Yeah (Pimp the System) a été utilisé dans la bande originale du film 2 Fast 2 Furious.

## Liste des titres
| No  | Titre                                                 | Durée |
| --- | ----------------------------------------------------- | ----- |
| 1.  | Don't Forget Where U Came From                        | 1:14  |
| 2.  | Walk Like a Warrior (featuring Krayzie Bone)          | 3:32  |
| 3.  | I Have a Dream, Too                                   | 4:00  |
| 4.  | D.O.W.N.                                              | 2:07  |
| 5.  | Hell Yeah (Pimp the System) (featuring Blue)          | 4:12  |
| 6.  | W-4 (featuring Asia Mic)                              | 4:04  |
| 7.  | Radio Freq (featuring Sean Cane)                      | 2:51  |
| 8.  | Fucked Up                                             | 2:43  |
| 9.  | 50 in the Clip (featuring Wu Hylton)                  | 2:42  |
| 10. | Way of Life                                           | 2:57  |
| 11. | Don't Forget Where U Goin                             | 2:09  |
| 12. | Hell Yeah (Pimp the System) (remix) (featuring Jay-Z) | 4:20  |